# 丑 (地支)
丑是地支之一，通常當為地支的次位，其前為子、其後為寅。丑月从小寒（公历1月6±1日）当日开始到立春（公历2月4±1日）前一天为止，大致為農曆十二月，丑時為二十四小時制的01:00至03:00，在方向上指東北偏北。五行裡丑代表土，陰陽學說裡丑為陰。
丑有中樞樞紐之意，同時在〈說文解字〉中，丑被解釋為「萬物動」，因此亦指植物種子裡的芽剛產生並且伸長的狀態。在後世，人們為了便於記憶，因此將每一地支順序對應每一生肖，所以丑與十二生肖的牛搭配，在二十八宿的對應是牛宿（牛金牛）。

## 含的干支
- 乙
- 丁
- 己
- 辛
- 癸